# Церква Святого Великомученика Юрія Переможця (Молотків)
Церква Святого Великомученика Юрія Переможця в Молоткові — парафія і храм Лановецького благочиння Тернопільської єпархії Православної церкви України в селі Молотків Кременецького району Тернопільської области.
Оголошена пам'яткою архітектури місцевого значення (охоронний номер 1638).

## Історія церкви
Храм на честь святого великомученика Юрія Переможця був збудований у 1784 році за кошти унійного священника Михайла Стебельського. Церква та дзвіниця — дерев'яні, покриті бляхою і пофарбовані ззовні. У храмі зберігається ікона Пресвятої Богородиці. З 1876 року при церкві діяла церковно-парафіяльна школа.
Церква ніколи не була закритою і завжди залишалася важливим осередком духовного життя.
У 2003 році розпочалося масштабне оновлення: відреставрували дзвіницю, позолотили іконостас, ікони та вівтар, а також пофарбували храм ззовні. Жертводавцями цих робіт стали всі жителі села.

## Парохи
- о. Василь Онищук,
- о. Орест Лисобей (з 2003).